# Natriumbenzoat
Natriumbenzoat er natriumsaltet af Benzoesyre. Det er tilladt som tilsætningsstof i levnedsmidler, hvor det bliver oplyst på deklarationen med angivelse af det tilsvarende E-nummer: E 211.

## Egenskaber
Natriumbenzoat er et hvidt, krystallinsk stof, der findes i fast form. Forbindelsen er lugtløs og stærkt vandsugende. Det er brændbart og let opløseligt i vand.

## Anvendelse
Natriumbenzoat virker i sig selv ikke hæmmende på bakterier og svampe, men det er derimod benzoesyren. Det bruges derfor som tilsætningsstof (E 211) ved konservering af levnedsmidler, kan købes som Atamon. Det har kraftigst virkning ved en pH < 3,6, da man her får den største omdannelse af benzoationer til benzoesyre. Dette kan bekræftes med bufferligningen.
Ved fremstilling af fyrværkeri bruges det som brændstof, oftest i forbindelse med iltningsmidlet kaliumperklorat.
I lægelig sammenhæng bruges stoffet i kombination med L-arginin-hydroklorid ulykkesmedikament til behandling af hyperammonæmi (forhøjet ammoniakindhold i blodet).

## Bivirkninger
Natriumbenzoat kan udløse allergier som astma og nældefeber, og det belaster leverens stofskifte. En britisk undersøgelse nævnte natriumbenzoat, der bruges som konserveringsmiddel i coladrikke, som en mulig udløser af hyperaktivitet i sammenhæng med andre tilsætningsstoffer. Det hedder ordret i undersøgelsen, der blev offentliggjort i det britiske, medicinske tidsskrift The Lancet: "Disse resultater viser, at ugunstige virkninger ikke kun optræder hos børn med ekstrem hyperaktivitet (som ADHD), men også i den normale befolkning".